# Ritorna da me/L'amore viene e va
Ritorna da me/L'amore viene e va è l'ottantatreesimo singolo 45 giri di Peppino di Capri

## Il disco
Il singolo raccoglie sul lato A una versione italiana del celebre brano statunitense My blue heaven di Walter Donaldson eseguito in gioventù dal cantante caprese nei suoi primi periodo nei locali notturni in lingua originale. Sul lato B un brano nuovo che rimane comunque tra i meno conosciuti del cantante campano.
Questo 45 giri non riscosse molto successo di vendite. La copertina rappresenta un'automobile americana degli anni '20. Entrambi i brani non furono successivamente più riproposti da Di Capri.

## Tracce
LATO A
- Ritorna da me (testo e musica originali di Walter Donaldson, testo italiano di Giuseppe Gallazzi)

LATO B
- L'amore viene e va (testo di Pinchi, musica di Adriano Della Giustina e Gino Mazzocchi)

## Formazione
- Peppino di Capri - voce, pianoforte
- Mario Cenci - chitarra elettrica, cori
- Ettore Falconieri - batteria, percussioni
- Gabriele Varano - sax, cori
- Pino Amenta - basso, cori

## Fonti
- Banca dati online opere musicali SIAE